# Уйгурские общины Средней Азии
Уйгурские общины Средней Азии — группы уйгуров, проживающие в регионе Средней Азии.

## История становления
Современная история формирования общин уйгуров в Средней Азии, начинается со времени завоевания Цинским Китаем территории Восточного Туркестана, ныне СУАР и уничтожения уйгурской государственности, 1757—1759 годы. Исторически уйгурские общины Средней Азии формировались, в основном, в двух регионах — Семиречье, Ферганская долина, остальные общины были основаны позже или выходцами из этих регионов или мигрантами из Восточного Туркестана.

### Семиречье
Регион Семиречья и исторической Джунгарии, традиционно было районом сосуществования оседлых и кочевых этносов в рамках государств с преобладанием тех или иных этносов с различными способами ведения хозяйства. Ввиду различного способа ведения хозяйства, отсутствовала жесткая этническая конкуренция между оседлыми и кочевыми этносами, и наоборот, наиболее жесткие конфликты происходили между этносами, ведущими одинаковый способ хозяйства.

#### Илийский султанат
В 1864 году, под воздействием событий в Кучаре, поднялось уйгуро-дунганское восстание в Илийском крае. В результате успешных действий повстанцев, на территории края была свергнута китайская власть и образован Илийский султанат во главе с хакимбеком края Абдурасул-беком, бывшим одним из организаторов восстания. Вскоре, в результате борьбы за доминирование в государстве, дунгане были вытеснены из края. После вытеснения дунган и убийства Абдурасул-бека, султаном был избран методом голосования членов совета старейшин, Алахан Султан.

#### Ливадийский и Петербургский русско-китайские договоры
С возникновением Илийского султаната, начались конфликты на границе с Российской империей. Как результат дальнейшего ухудшения взаимоотношений, летом 1871 года начался вооруженный конфликт, который привел к оккупации Илийского султаната Россией. В 1881 между Российской и Цинской империями был подписан Петербургский договор, согласно которому территория захваченная у Илийского султаната передавалась Китаю, за исключением западной части Илийского края.

#### В составе Российской империи
Осенью 1881 началось массовое переселение части уйгуров и дунган из восточной части Илийского края в его западную часть, оставшейся под юрисдикцией России, и предназначенной согласно Петербургскому договору для жителей Илийского края, пожелавших принять российское подданство. Часть жителей, уже проживавших на территории западной части Илийской долины, в поселениях Яркент, Кетмень, Пинджим, также приняли российское подданство.

## Уйгурские общины в республиках Центральной Азии

### Казахстан
Крупнейшая уйгурская община в Средней Азии (около 300 тыс. чел.) проживает на юго-востоке Казахстана, в Алматинской области и г. Алма-Ата.

### Кыргызстан
Уйгуры в Кыргызстане около 78 тысяч. Также большинство проживают в Бишкеке, Оше, Иссык-куле и др.

### Узбекистан
Уйгуры в Узбекистане относятся к крупным народам. В основном проживают в Фергане, Ташкенте и Андижане.